# 真岡市
真岡市（もおかし）は、栃木県の南東部に位置する市。旧芳賀郡。1954年（昭和29年）市制施行。

## 概要
旧芳賀郡に当たる地域の中心で、農業・商業・工業のバランスがとれた都市である。真岡市街は、宇都宮市中心部から南東へ、概ね15キロメートルから20キロメートルの範囲に収まる。また、宇都宮市への通勤率は11.0パーセントである。
現代仮名遣いによる「真岡」のひらがな表記は「もおか」、発音は「モーカ」、真岡市の英語表記はMoka Cityである。なお真岡駅のひらがな表記は「もうか」だったが、1988年にJR真岡線が真岡鐵道に転換された際に「もおか」に変更された。
地名の「真岡（もおか）」の由来について、市街の中心部にあたる「台町」一帯の丘は、かつて、沼や沢で覆われ、水鳥たちの生息地になっていて、台地にそびえる松などの木々には、鶴が飛来し、その舞い飛ぶ様があまりにも美しいので人々はいつからか、「ツルの舞う丘」、「舞丘（まいおか）」と呼ぶようになって、舞丘が「もうか」といわれるようになり、「真岡」と書かれるようになったという説がある。

## 地理
- 同県の南東部、関東平野の北のはずれにある。東京からは、およそ100kmの距離。西から鬼怒川低地、真岡台地、五行川低地が連なり、低地域では稲作が盛んである。市の東部は標高 150 - 280m 程度の八溝山地の一端がかかる。

- 山：磯山
- 河川：鬼怒川、五行川、小貝川

### 隣接する自治体
- 栃木県
  - 宇都宮市
  - 下野市
  - 小山市
  - 芳賀郡
    - 芳賀町
    - 市貝町
    - 益子町

  - 河内郡
    - 上三川町
- 茨城県
  - 筑西市
  - 桜川市

### 気候
鳩山町とともに関東平野では最も冷え込む場所で、1月の平均最低気温は-4.8℃である。冬の晴れた朝には-10℃を下回ることもある。
| 真岡（1991年 - 2020年）の気候      | 真岡（1991年 - 2020年）の気候 | 真岡（1991年 - 2020年）の気候 | 真岡（1991年 - 2020年）の気候 | 真岡（1991年 - 2020年）の気候 | 真岡（1991年 - 2020年）の気候 | 真岡（1991年 - 2020年）の気候 | 真岡（1991年 - 2020年）の気候 | 真岡（1991年 - 2020年）の気候 | 真岡（1991年 - 2020年）の気候 | 真岡（1991年 - 2020年）の気候 | 真岡（1991年 - 2020年）の気候 | 真岡（1991年 - 2020年）の気候 | 真岡（1991年 - 2020年）の気候 |
| 月                                 | 1月                           | 2月                           | 3月                           | 4月                           | 5月                           | 6月                           | 7月                           | 8月                           | 9月                           | 10月                          | 11月                          | 12月                          | 年                            |
| ---------------------------------- | ----------------------------- | ----------------------------- | ----------------------------- | ----------------------------- | ----------------------------- | ----------------------------- | ----------------------------- | ----------------------------- | ----------------------------- | ----------------------------- | ----------------------------- | ----------------------------- | ----------------------------- |
| 最高気温記録 °C （°F）             | 17.7 (63.9)                   | 23.3 (73.9)                   | 25.6 (78.1)                   | 30.2 (86.4)                   | 34.5 (94.1)                   | 37.6 (99.7)                   | 38.2 (100.8)                  | 38.6 (101.5)                  | 36.1 (97)                     | 33.6 (92.5)                   | 24.4 (75.9)                   | 24.2 (75.6)                   | 38.6 (101.5)                  |
| 平均最高気温 °C （°F）             | 8.5 (47.3)                    | 9.6 (49.3)                    | 13.1 (55.6)                   | 18.5 (65.3)                   | 23.0 (73.4)                   | 25.7 (78.3)                   | 29.4 (84.9)                   | 30.9 (87.6)                   | 27.0 (80.6)                   | 21.4 (70.5)                   | 15.9 (60.6)                   | 10.8 (51.4)                   | 19.5 (67.1)                   |
| 日平均気温 °C （°F）               | 1.6 (34.9)                    | 2.8 (37)                      | 6.6 (43.9)                    | 11.9 (53.4)                   | 17.2 (63)                     | 20.7 (69.3)                   | 24.4 (75.9)                   | 25.5 (77.9)                   | 21.8 (71.2)                   | 15.9 (60.6)                   | 9.5 (49.1)                    | 3.9 (39)                      | 13.5 (56.3)                   |
| 平均最低気温 °C （°F）             | −4.8 (23.4)                   | −3.6 (25.5)                   | 0.1 (32.2)                    | 5.5 (41.9)                    | 11.8 (53.2)                   | 16.6 (61.9)                   | 20.7 (69.3)                   | 21.6 (70.9)                   | 17.8 (64)                     | 11.1 (52)                     | 3.6 (38.5)                    | −2.3 (27.9)                   | 8.1 (46.6)                    |
| 最低気温記録 °C （°F）             | −13.7 (7.3)                   | −12.9 (8.8)                   | −9.0 (15.8)                   | −5.2 (22.6)                   | 0.4 (32.7)                    | 6.9 (44.4)                    | 11.9 (53.4)                   | 12.5 (54.5)                   | 5.1 (41.2)                    | −1.0 (30.2)                   | −5.9 (21.4)                   | −10.6 (12.9)                  | −13.7 (7.3)                   |
| 降水量 mm （inch）                 | 34.7 (1.366)                  | 37.3 (1.469)                  | 80.4 (3.165)                  | 109.8 (4.323)                 | 134.2 (5.283)                 | 147.1 (5.791)                 | 182.9 (7.201)                 | 141.2 (5.559)                 | 184.0 (7.244)                 | 152.1 (5.988)                 | 67.1 (2.642)                  | 39.4 (1.551)                  | 1,306.2 (51.425)              |
| 平均降水日数 （≥1.0 mm）           | 4.0                           | 4.8                           | 8.8                           | 10.2                          | 11.2                          | 13.4                          | 13.1                          | 10.7                          | 11.8                          | 9.9                           | 6.6                           | 4.7                           | 109.2                         |
| 平均月間日照時間                   | 205.3                         | 194.3                         | 192.4                         | 182.9                         | 187.1                         | 132.4                         | 144.9                         | 169.2                         | 131.5                         | 143.7                         | 165.0                         | 192.0                         | 2,044                         |
| 出典1：Japan Meteorological Agency |                               |                               |                               |                               |                               |                               |                               |                               |                               |                               |                               |                               |                               |
| 出典2：気象庁                      |                               |                               |                               |                               |                               |                               |                               |                               |                               |                               |                               |                               |                               |

## 歴史
- 旧石器時代：磯山遺跡
- 縄文時代：市内各所に遺跡あり。特に五行川に流れ込む小河川によって形作られる舌状台地上に分布する。
- 弥生時代：集落遺跡や土器散布地が多数見られる。
- 古墳時代：瓢箪塚古墳、稲荷山古墳（方形周溝墓が検出、高勢町に公園として整備）、鶏塚古墳
- 奈良時代：中村廃寺（倉庫址が出土　廃寺ではない）、大内廃寺、かつては中村地区に条里制遺構が残っていた。
- 鎌倉時代：中村城跡（現遍照寺、方形の土塁・堀が見られる）
- 室町時代：宇都宮氏の家臣芳賀氏がこの地方を治める。
- 安土桃山時代：天文13年（1544年）、常陸下館城主水谷蟠龍斎正村によって宇都宮家臣中村日向入道玄角が拠る中村城が落城、中村十二郷が下館領となる。宇都宮氏の取りつぶしにより芳賀氏の支配が終わる。
- 江戸時代：当初大名が入所したが、のちに天領になる。真岡代官所（真岡陣屋）配置。旗本の知行所も点在。後期は、荒廃した知行所再興の為、小田原藩主大久保忠真から派遣された二宮尊徳が、桜町陣屋、東郷陣屋にて報徳仕法を施す。
- 明治時代：郡役所が設置（明治以前は下野国芳賀郡であった）。1912年には下館と真岡の間に鉄道が敷設される。
- 大正時代：鉄道が茂木まで延伸される。
- 昭和時代：第二次世界大戦中、市街地南部に疎開企業として日本蓄音機（コロムビア）が進出。1954年3月に真岡町、山前村、大内村、中村の一町三村が合併し、同年10月に真岡市となる。
- 平成時代：2009年3月23日、隣接する二宮町を編入。

### 行政区域変遷
- 変遷の年表

| 真岡市市域の変遷（年表） | 真岡市市域の変遷（年表） | 真岡市市域の変遷（年表） |
| 年                       | 月日                     | 現真岡市市域に関連する行政区域変遷 |
| ------------------------ | ------------------------ | --- |
| 1889年（明治22年）       | 4月1日                   | 町村制施行により、以下の町村が発足。 - 旧真岡市 - 真岡町 ← 真岡荒町・真岡田町・真岡台町・真岡熊倉町・東郷村・西郷村・中郷村・亀山村・上高間木村・ 西高間木村・下高間木村 - 山前村 ← 小林村・南高岡村・島村・東大島村・須釜村・道祖土村・君島村・青谷村・八條村・西田井村・ 鶴田村・東沼村・西沼村・根本村 - 大内村 ← 飯貝村・京泉村・田島村・原町新田・赤羽村新田・清水村・上大田和村・堀内村・下大田和村・ 下籠谷村・上鷺谷村・下鷺谷村 - 中村 ← 八木岡村・伊勢崎村・勝瓜村・南中村・若旅村・寺内村・粕田村・寺分村・上大沼村・大沼村・ 下大沼村・加倉村・長田村・茅堤村・小橋村・柳林村 - 旧二宮村 - 久下田町 ← 谷田貝町・南長島村・程島村・境村・石島村・大根田村・阿部品村・下大曽 - 長沼村 ← 上大曽村・堀込村・太田村・大道泉村・西大島村・上江連村・鷲巣村・古山村・青田村・砂ケ原村・ 上谷貝村・谷貝新田 - 物部村 ← 物井村・横田村・高田村・反町村・根小屋村・三谷村・水戸部村・沖村・鹿村・大和田村・阿部岡村 |
| 1954年（昭和29年）       | 3月31日                  | 真岡町・山前村・大内村・中村が合併し真岡町が発足。 |
| 1954年（昭和29年）       | 5月3日                   | 久下田町・長沼村・物部村とともに合併し二宮町が発足。久下田町は消滅。 |
| 1954年（昭和29年）       | 10月1日                  | 真岡町は市制施行し真岡市になる。 |
| 2009年（平成21年）       | 3月23日                  | 二宮町が真岡市に編入される。 |

- 変遷表

| 真岡市市域の変遷表 | 真岡市市域の変遷表 | 真岡市市域の変遷表  | 真岡市市域の変遷表 | 真岡市市域の変遷表     | 真岡市市域の変遷表    | 真岡市市域の変遷表           | 真岡市市域の変遷表 |
| 1868年 以前        | 1868年 以前        | 明治元年 - 明治22年 | 明治22年 4月1日    | 明治22年 - 昭和64年    | 明治22年 - 昭和64年   | 平成元年 - 現在              | 現在               |
| ------------------ | ------------------ | ------------------- | ------------------ | ---------------------- | --------------------- | ---------------------------- | ------------------ |
|                    | 真岡荒町           | 真岡荒町            | 真岡町             | 昭和29年3月31日 真岡町 | 昭和29年10月1日 市制  | 真岡市                       | 真岡市             |
|                    | 真岡田町           |                     | 真岡町             | 昭和29年3月31日 真岡町 | 昭和29年10月1日 市制  | 真岡市                       | 真岡市             |
|                    | 真岡台町           |                     | 真岡町             | 昭和29年3月31日 真岡町 | 昭和29年10月1日 市制  | 真岡市                       | 真岡市             |
|                    | 荒町の一部         | 明治15年 真岡熊倉町 | 真岡町             | 昭和29年3月31日 真岡町 | 昭和29年10月1日 市制  | 真岡市                       | 真岡市             |
|                    | 田町の一部         | 明治15年 真岡熊倉町 | 真岡町             | 昭和29年3月31日 真岡町 | 昭和29年10月1日 市制  | 真岡市                       | 真岡市             |
|                    | 台町の一部         | 明治15年 真岡熊倉町 | 真岡町             | 昭和29年3月31日 真岡町 | 昭和29年10月1日 市制  | 真岡市                       | 真岡市             |
|                    | 東郷村             |                     | 真岡町             | 昭和29年3月31日 真岡町 | 昭和29年10月1日 市制  | 真岡市                       | 真岡市             |
|                    | 西郷村             |                     | 真岡町             | 昭和29年3月31日 真岡町 | 昭和29年10月1日 市制  | 真岡市                       | 真岡市             |
|                    | 中郷村             |                     | 真岡町             | 昭和29年3月31日 真岡町 | 昭和29年10月1日 市制  | 真岡市                       | 真岡市             |
|                    | 亀山村             |                     | 真岡町             | 昭和29年3月31日 真岡町 | 昭和29年10月1日 市制  | 真岡市                       | 真岡市             |
|                    | 上高間木村         |                     | 真岡町             | 昭和29年3月31日 真岡町 | 昭和29年10月1日 市制  | 真岡市                       | 真岡市             |
|                    | 西高間木村         |                     | 真岡町             | 昭和29年3月31日 真岡町 | 昭和29年10月1日 市制  | 真岡市                       | 真岡市             |
|                    | 下高間木村         |                     | 真岡町             | 昭和29年3月31日 真岡町 | 昭和29年10月1日 市制  | 真岡市                       | 真岡市             |
|                    | 小林村             | 明治7年 小林村      | 山前村             | 昭和29年3月31日 真岡町 | 昭和29年10月1日 市制  | 真岡市                       | 真岡市             |
|                    | 沖杉新田           | 明治7年 小林村      | 山前村             | 昭和29年3月31日 真岡町 | 昭和29年10月1日 市制  | 真岡市                       | 真岡市             |
|                    | 高岡村             | 明治12年 南高岡村   | 山前村             | 昭和29年3月31日 真岡町 | 昭和29年10月1日 市制  | 真岡市                       | 真岡市             |
|                    | 島村               |                     | 山前村             | 昭和29年3月31日 真岡町 | 昭和29年10月1日 市制  | 真岡市                       | 真岡市             |
|                    | 大島村             | 明治12年 東大島村   | 山前村             | 昭和29年3月31日 真岡町 | 昭和29年10月1日 市制  | 真岡市                       | 真岡市             |
|                    | 須釜村             |                     | 山前村             | 昭和29年3月31日 真岡町 | 昭和29年10月1日 市制  | 真岡市                       | 真岡市             |
|                    | 道祖土村           |                     | 山前村             | 昭和29年3月31日 真岡町 | 昭和29年10月1日 市制  | 真岡市                       | 真岡市             |
|                    | 君島村             |                     | 山前村             | 昭和29年3月31日 真岡町 | 昭和29年10月1日 市制  | 真岡市                       | 真岡市             |
|                    | 青谷村             |                     | 山前村             | 昭和29年3月31日 真岡町 | 昭和29年10月1日 市制  | 真岡市                       | 真岡市             |
|                    | 八條村             |                     | 山前村             | 昭和29年3月31日 真岡町 | 昭和29年10月1日 市制  | 真岡市                       | 真岡市             |
|                    | 西田井村           |                     | 山前村             | 昭和29年3月31日 真岡町 | 昭和29年10月1日 市制  | 真岡市                       | 真岡市             |
|                    | 鶴田村             |                     | 山前村             | 昭和29年3月31日 真岡町 | 昭和29年10月1日 市制  | 真岡市                       | 真岡市             |
|                    | 東沼村             |                     | 山前村             | 昭和29年3月31日 真岡町 | 昭和29年10月1日 市制  | 真岡市                       | 真岡市             |
|                    | 西沼村             |                     | 山前村             | 昭和29年3月31日 真岡町 | 昭和29年10月1日 市制  | 真岡市                       | 真岡市             |
|                    | 根本村             |                     | 山前村             | 昭和29年3月31日 真岡町 | 昭和29年10月1日 市制  | 真岡市                       | 真岡市             |
|                    | 飯貝村             | 飯貝村              | 大内村             | 昭和29年3月31日 真岡町 | 昭和29年10月1日 市制  | 真岡市                       | 真岡市             |
|                    | 京泉村             |                     | 大内村             | 昭和29年3月31日 真岡町 | 昭和29年10月1日 市制  | 真岡市                       | 真岡市             |
|                    | 田島村             |                     | 大内村             | 昭和29年3月31日 真岡町 | 昭和29年10月1日 市制  | 真岡市                       | 真岡市             |
|                    | 原町新田           |                     | 大内村             | 昭和29年3月31日 真岡町 | 昭和29年10月1日 市制  | 真岡市                       | 真岡市             |
|                    | 赤羽村新田         |                     | 大内村             | 昭和29年3月31日 真岡町 | 昭和29年10月1日 市制  | 真岡市                       | 真岡市             |
|                    | 清水村             |                     | 大内村             | 昭和29年3月31日 真岡町 | 昭和29年10月1日 市制  | 真岡市                       | 真岡市             |
|                    | 上大田和村         |                     | 大内村             | 昭和29年3月31日 真岡町 | 昭和29年10月1日 市制  | 真岡市                       | 真岡市             |
|                    | 堀内村             |                     | 大内村             | 昭和29年3月31日 真岡町 | 昭和29年10月1日 市制  | 真岡市                       | 真岡市             |
|                    | 下大田和村         |                     | 大内村             | 昭和29年3月31日 真岡町 | 昭和29年10月1日 市制  | 真岡市                       | 真岡市             |
|                    | 下籠谷村           |                     | 大内村             | 昭和29年3月31日 真岡町 | 昭和29年10月1日 市制  | 真岡市                       | 真岡市             |
|                    | 上鷺谷村           |                     | 大内村             | 昭和29年3月31日 真岡町 | 昭和29年10月1日 市制  | 真岡市                       | 真岡市             |
|                    | 下鷺谷村           |                     | 大内村             | 昭和29年3月31日 真岡町 | 昭和29年10月1日 市制  | 真岡市                       | 真岡市             |
|                    | 八木岡村           | 八木岡村            | 中村               | 昭和29年3月31日 真岡町 | 昭和29年10月1日 市制  | 真岡市                       | 真岡市             |
|                    | 伊勢崎村           |                     | 中村               | 昭和29年3月31日 真岡町 | 昭和29年10月1日 市制  | 真岡市                       | 真岡市             |
|                    | 勝瓜村             |                     | 中村               | 昭和29年3月31日 真岡町 | 昭和29年10月1日 市制  | 真岡市                       | 真岡市             |
|                    | 中村               | 明治12年 南中村     | 中村               | 昭和29年3月31日 真岡町 | 昭和29年10月1日 市制  | 真岡市                       | 真岡市             |
|                    | 若旅村             |                     | 中村               | 昭和29年3月31日 真岡町 | 昭和29年10月1日 市制  | 真岡市                       | 真岡市             |
|                    | 寺内村             |                     | 中村               | 昭和29年3月31日 真岡町 | 昭和29年10月1日 市制  | 真岡市                       | 真岡市             |
|                    | 粕田村             |                     | 中村               | 昭和29年3月31日 真岡町 | 昭和29年10月1日 市制  | 真岡市                       | 真岡市             |
|                    | 寺分村             |                     | 中村               | 昭和29年3月31日 真岡町 | 昭和29年10月1日 市制  | 真岡市                       | 真岡市             |
|                    | 上大沼村           |                     | 中村               | 昭和29年3月31日 真岡町 | 昭和29年10月1日 市制  | 真岡市                       | 真岡市             |
|                    | 大沼村             |                     | 中村               | 昭和29年3月31日 真岡町 | 昭和29年10月1日 市制  | 真岡市                       | 真岡市             |
|                    | 下大沼村           |                     | 中村               | 昭和29年3月31日 真岡町 | 昭和29年10月1日 市制  | 真岡市                       | 真岡市             |
|                    | 加倉村             |                     | 中村               | 昭和29年3月31日 真岡町 | 昭和29年10月1日 市制  | 真岡市                       | 真岡市             |
|                    | 長田村             |                     | 中村               | 昭和29年3月31日 真岡町 | 昭和29年10月1日 市制  | 真岡市                       | 真岡市             |
|                    | 茅堤村             |                     | 中村               | 昭和29年3月31日 真岡町 | 昭和29年10月1日 市制  | 真岡市                       | 真岡市             |
|                    | 小橋村             |                     | 中村               | 昭和29年3月31日 真岡町 | 昭和29年10月1日 市制  | 真岡市                       | 真岡市             |
|                    | 柳林村             |                     | 中村               | 昭和29年3月31日 真岡町 | 昭和29年10月1日 市制  | 真岡市                       | 真岡市             |
|                    | 谷田貝町           | 谷田貝町            | 久下田町           | 昭和29年5月3日 二宮町  | 昭和29年5月3日 二宮町 | 平成21年3月23日 真岡市に編入 | 真岡市             |
|                    | 長島村             | 明治12年 南長島村   | 久下田町           | 昭和29年5月3日 二宮町  | 昭和29年5月3日 二宮町 | 平成21年3月23日 真岡市に編入 | 真岡市             |
|                    | 程島村             |                     | 久下田町           | 昭和29年5月3日 二宮町  | 昭和29年5月3日 二宮町 | 平成21年3月23日 真岡市に編入 | 真岡市             |
|                    | 境村               |                     | 久下田町           | 昭和29年5月3日 二宮町  | 昭和29年5月3日 二宮町 | 平成21年3月23日 真岡市に編入 | 真岡市             |
|                    | 石島村             |                     | 久下田町           | 昭和29年5月3日 二宮町  | 昭和29年5月3日 二宮町 | 平成21年3月23日 真岡市に編入 | 真岡市             |
|                    | 大根田村           |                     | 久下田町           | 昭和29年5月3日 二宮町  | 昭和29年5月3日 二宮町 | 平成21年3月23日 真岡市に編入 | 真岡市             |
|                    | 阿部品村           |                     | 久下田町           | 昭和29年5月3日 二宮町  | 昭和29年5月3日 二宮町 | 平成21年3月23日 真岡市に編入 | 真岡市             |
|                    | 下大曽村           |                     | 久下田町           | 昭和29年5月3日 二宮町  | 昭和29年5月3日 二宮町 | 平成21年3月23日 真岡市に編入 | 真岡市             |
|                    | 上大曽村           | 上大曽村            | 長沼村             | 昭和29年5月3日 二宮町  | 昭和29年5月3日 二宮町 | 平成21年3月23日 真岡市に編入 | 真岡市             |
|                    | 堀込村             |                     | 長沼村             | 昭和29年5月3日 二宮町  | 昭和29年5月3日 二宮町 | 平成21年3月23日 真岡市に編入 | 真岡市             |
|                    | 太田村             |                     | 長沼村             | 昭和29年5月3日 二宮町  | 昭和29年5月3日 二宮町 | 平成21年3月23日 真岡市に編入 | 真岡市             |
|                    | 大道泉村           |                     | 長沼村             | 昭和29年5月3日 二宮町  | 昭和29年5月3日 二宮町 | 平成21年3月23日 真岡市に編入 | 真岡市             |
|                    | 大島村             | 明治12年 西大島村   | 長沼村             | 昭和29年5月3日 二宮町  | 昭和29年5月3日 二宮町 | 平成21年3月23日 真岡市に編入 | 真岡市             |
|                    | 上江連村           |                     | 長沼村             | 昭和29年5月3日 二宮町  | 昭和29年5月3日 二宮町 | 平成21年3月23日 真岡市に編入 | 真岡市             |
|                    | 鷲巣村             |                     | 長沼村             | 昭和29年5月3日 二宮町  | 昭和29年5月3日 二宮町 | 平成21年3月23日 真岡市に編入 | 真岡市             |
|                    | 古山村             |                     | 長沼村             | 昭和29年5月3日 二宮町  | 昭和29年5月3日 二宮町 | 平成21年3月23日 真岡市に編入 | 真岡市             |
|                    | 青田村             |                     | 長沼村             | 昭和29年5月3日 二宮町  | 昭和29年5月3日 二宮町 | 平成21年3月23日 真岡市に編入 | 真岡市             |
|                    | 砂ケ原村           |                     | 長沼村             | 昭和29年5月3日 二宮町  | 昭和29年5月3日 二宮町 | 平成21年3月23日 真岡市に編入 | 真岡市             |
|                    | 上谷貝村           |                     | 長沼村             | 昭和29年5月3日 二宮町  | 昭和29年5月3日 二宮町 | 平成21年3月23日 真岡市に編入 | 真岡市             |
|                    | 谷貝新田           |                     | 長沼村             | 昭和29年5月3日 二宮町  | 昭和29年5月3日 二宮町 | 平成21年3月23日 真岡市に編入 | 真岡市             |
|                    | 物井村             | 物井村              | 物部村             | 昭和29年5月3日 二宮町  | 昭和29年5月3日 二宮町 | 平成21年3月23日 真岡市に編入 | 真岡市             |
|                    | 横田村             |                     | 物部村             | 昭和29年5月3日 二宮町  | 昭和29年5月3日 二宮町 | 平成21年3月23日 真岡市に編入 | 真岡市             |
|                    | 高田村             | 明治元年 高田村     | 物部村             | 昭和29年5月3日 二宮町  | 昭和29年5月3日 二宮町 | 平成21年3月23日 真岡市に編入 | 真岡市             |
|                    | 高田反町村新田     | 明治元年 高田村     | 物部村             | 昭和29年5月3日 二宮町  | 昭和29年5月3日 二宮町 | 平成21年3月23日 真岡市に編入 | 真岡市             |
|                    | 反町村             |                     | 物部村             | 昭和29年5月3日 二宮町  | 昭和29年5月3日 二宮町 | 平成21年3月23日 真岡市に編入 | 真岡市             |
|                    | 根小屋村           |                     | 物部村             | 昭和29年5月3日 二宮町  | 昭和29年5月3日 二宮町 | 平成21年3月23日 真岡市に編入 | 真岡市             |
|                    | 三谷村             |                     | 物部村             | 昭和29年5月3日 二宮町  | 昭和29年5月3日 二宮町 | 平成21年3月23日 真岡市に編入 | 真岡市             |
|                    | 水戸部村           |                     | 物部村             | 昭和29年5月3日 二宮町  | 昭和29年5月3日 二宮町 | 平成21年3月23日 真岡市に編入 | 真岡市             |
|                    | 沖村               |                     | 物部村             | 昭和29年5月3日 二宮町  | 昭和29年5月3日 二宮町 | 平成21年3月23日 真岡市に編入 | 真岡市             |
|                    | 鹿村               | 明治7年 鹿村        | 物部村             | 昭和29年5月3日 二宮町  | 昭和29年5月3日 二宮町 | 平成21年3月23日 真岡市に編入 | 真岡市             |
|                    | 下村               | 明治7年 鹿村        | 物部村             | 昭和29年5月3日 二宮町  | 昭和29年5月3日 二宮町 | 平成21年3月23日 真岡市に編入 | 真岡市             |
|                    | 大和田村           |                     | 物部村             | 昭和29年5月3日 二宮町  | 昭和29年5月3日 二宮町 | 平成21年3月23日 真岡市に編入 | 真岡市             |
|                    | 阿部岡村           |                     | 物部村             | 昭和29年5月3日 二宮町  | 昭和29年5月3日 二宮町 | 平成21年3月23日 真岡市に編入 | 真岡市             |

## 人口
| |                                        |  |
| 真岡市と全国の年齢別人口分布（2005年） | 真岡市の年齢・男女別人口分布（2005年） |  |
| ■紫色 ― 真岡市 ■緑色 ― 日本全国 | ■青色 ― 男性 ■赤色 ― 女性              |  |
| 真岡市（に相当する地域）の人口の推移 \| 1970年（昭和45年） \| 57,035人 \| \| \| 1975年（昭和50年） \| 64,424人 \| \| \| 1980年（昭和55年） \| 69,967人 \| \| \| 1985年（昭和60年） \| 74,551人 \| \| \| 1990年（平成2年） \| 79,228人 \| \| \| 1995年（平成7年） \| 80,643人 \| \| \| 2000年（平成12年） \| 81,530人 \| \| \| 2005年（平成17年） \| 83,002人 \| \| \| 2010年（平成22年） \| 82,289人 \| \| \| 2015年（平成27年） \| 79,539人 \| \| \| 2020年（令和2年） \| 78,190人 \| \| |                                        |  |
| 総務省統計局 国勢調査より |                                        |  |
| 1970年（昭和45年） | 57,035人                               |  |
| 1975年（昭和50年） | 64,424人                               |  |
| 1980年（昭和55年） | 69,967人                               |  |
| 1985年（昭和60年） | 74,551人                               |  |
| 1990年（平成2年） | 79,228人                               |  |
| 1995年（平成7年） | 80,643人                               |  |
| 2000年（平成12年） | 81,530人                               |  |
| 2005年（平成17年） | 83,002人                               |  |
| 2010年（平成22年） | 82,289人                               |  |
| 2015年（平成27年） | 79,539人                               |  |
| 2020年（令和2年） | 78,190人                               |  |

## 行政

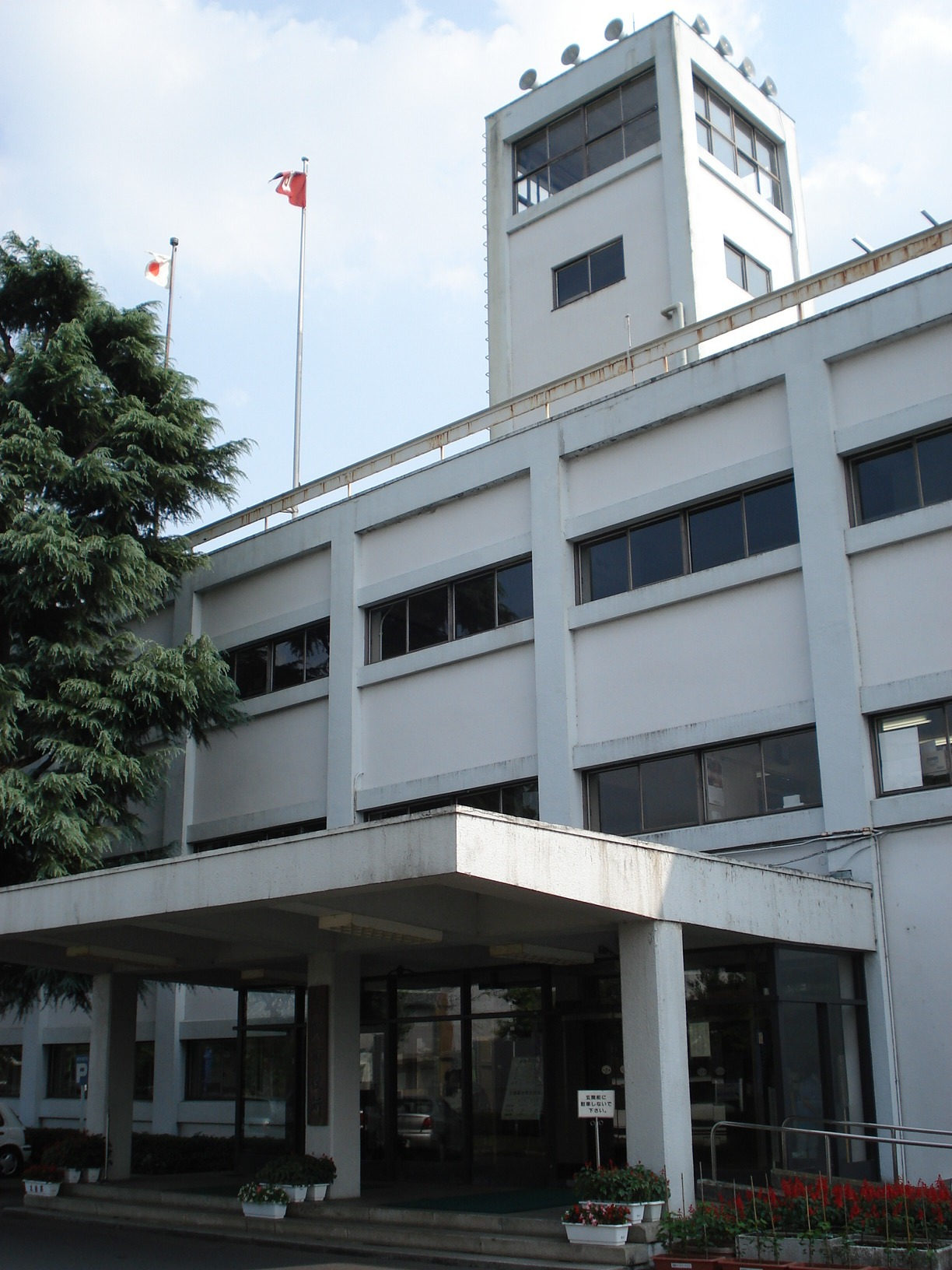
真岡市役所（前庁舎）

- （旧）真岡町長

| 代 | 氏名       | 就任                       | 退任                       | 備考 |
| -- | ---------- | -------------------------- | -------------------------- | ---- |
| 1  | 坂入重郎   | 1889年（明治22年）         | 1890年（明治23年）         |      |
| 2  | 大島東太郎 | 1891年（明治24年）         | 1892年（明治25年）         |      |
| 3  | 坂入重郎   | 1893年（明治26年）         | 1904年（明治37年）         |      |
| 4  | 楡井謙吉   | 1905年（明治38年）10月27日 | 1913年（大正2年）8月6日    |      |
| 5  | 久保六平   | 1913年（大正2年）9月15日   | 1914年（大正3年）9月11日   |      |
| 6  | 神田道堅   | 1914年（大正3年）9月28日   | 1926年（大正15年）9月30日  |      |
| 7  | 飯田源次郎 | 1926年（大正15年）10月1日  | 1930年（昭和5年）9月30日   |      |
| 8  | 高松甚一郎 | 1930年（昭和5年）10月1日   | 1934年（昭和9年）9月30日   |      |
| 9  | 飯野源次郎 | 1934年（昭和9年）10月8日   | 1938年（昭和13年）10月7日  |      |
| 10 | 鈴木竹蔵   | 1938年（昭和13年）10月24日 | 1942年（昭和17年）10月23日 |      |
| 11 | 岡部完介   | 1942年（昭和17年）10月24日 | 1944年（昭和19年）8月21日  |      |
| 12 | 石川清次郎 | 1944年（昭和19年）10月16日 | 1945年（昭和20年）11月21日 |      |
| 13 | 小菅彦四郎 | 1945年（昭和20年）12月21日 | 1946年（昭和21年）12月5日  |      |
| 14 | 飯山貞三郎 | 1947年（昭和22年）4月6日   | 1950年（昭和25年）11月16日 |      |
| 15 | 神保房吉   | 1950年（昭和25年）12月21日 | 1954年（昭和29年）3月30日  |      |

- 真岡市（町）長

| 代 | 氏名       | 就任                      | 退任                      | 備考                  |
| -- | ---------- | ------------------------- | ------------------------- | --------------------- |
| 1  | 菊地幸作   | 1954年（昭和29年）5月10日 | 1962年（昭和37年）5月9日  | 1954年10月1日から市長 |
| 2  | 岩崎純三   | 1962年（昭和37年）5月10日 | 1977年（昭和52年）5月14日 |                       |
| 3  | 中里精     | 1977年（昭和52年）5月15日 | 1981年（昭和56年）5月14日 |                       |
| 4  | 菊地恒三郎 | 1981年（昭和56年）5月15日 | 2001年（平成13年）5月14日 |                       |
| 5  | 福田武隼   | 2001年（平成13年）5月15日 | 2009年（平成21年）5月14日 |                       |
| 6  | 井田隆一   | 2009年（平成21年）5月15日 | 2017年（平成29年）5月14日 |                       |
| 7  | 石坂真一   | 2017年（平成29年）5月15日 | 2025年（令和7年）5月14日  |                       |
| 8  | 中村和彦   | 2025年（令和7年）5月15日  | 現職                      |                       |

- （旧）真岡町長の出典:『栃木県町村合併誌 第一巻』, p. 261-262
- 真岡市（町）長の出典:『日本の歴代市長 第一巻』, p. 613-615、歴代の真岡市長（真岡市ホームページ）

### 議会
定数：21

### 衆議院
- 任期 ： 2021年（令和3年）10月31日 - 2025年（令和7年）10月30日（「第49回衆議院議員総選挙」参照）

| 選挙区 | 議員名 | 党派名     | 当選回数 | 備考   |
| --- | ------ | ---------- | -------- | ------ |
| 栃木県第4区（真岡市、小山市、下野市（旧石橋町、国分寺町）、栃木市（旧大平町、藤岡町、都賀町、岩舟町域）、芳賀郡、下都賀郡） | 佐藤勉 | 自由民主党 | 9        | 選挙区 |

## 行政機関 ・司法機関など

### 警察
- 真岡警察署

### 消防
- 芳賀地区広域行政事務組合消防本部
  - 真岡消防署
    - 真岡西分署・二宮分署

### その他
- 宇都宮地方法務局真岡支局
- 宇都宮地方裁判所真岡支部・宇都宮家庭裁判所真岡支部・真岡簡易裁判所
- 宇都宮地方検察庁真岡支部・真岡区検察庁
- 栃木県芳賀合同庁舎（保健所などが入っている）
- 栃木労働局真岡労働基準監督署

## 経済

### 産業
地場産業としては、酒造や真岡木綿がある。造り酒屋は数軒存在したが現在は1社のみである。江戸時代、この地が集散地となった真岡木綿は最盛期37万反を産したが、開国にともなう海外木綿の流入により明治以降は生産量が激減し、農家の自家消費程度の生産しかされなくなった。近年、真岡木綿の復興が図られかつての経験者により技術伝承の努力がなされている。技術支援に足利の繊維産業従事者の支援を受けている。製品は物産会館などで購入することができる。
工業
昭和30年代より内陸型の工業団地が計画され造成が進んだ。立地としては、当時農業以外に産業が少なく農家の次男、三男などの余剰労働力を多く抱え過疎化が進行していたこと。広範囲に平地林（雑木林）が存在したが、エネルギー革命（薪炭革命）や化学肥料の普及により枯れ葉の堆肥化や薪炭の利用がされず造成適地として残っていたこと。鬼怒川が近くを流れ工業用水を得やすかったこと。東京から100キロ圏内で製品輸送の便がよかったことなどにより、折からの高度経済成長に乗って多数の工場が進出してきた。市西部の台地に進出した企業は、隣町の上三川町に日産の栃木工場、芳賀町にホンダの栃木研究所があることから自動車の関連企業が多い。他に電子機器、工作機械、非鉄金属（アルミ圧延）、食品加工などの工場も立地している。地元真岡市から工業団地に入った企業は当初2社と少ない。現在第4・第5工業団地を造成している。
商業
地方都市として小規模な商店街が中心部にある。昭和40年代から大規模小売店が進出、その後駅西の区画整理事業地内に広大な駐車場をそなえた郊外型の総合スーパー（ベイシア真岡店）が進出した。都市計画道路沿いを中心に専門店も進出している。市中心部の個人商店を中心とした商店街は、店を閉めた所が何軒かあるが、シャッター街も寂れた町並みもなく、市の商業地区全体としては洋風の建物が多い綺麗な街並みとなっている。大型店に対抗して地元商店が商業協同組合によるショッピングセンターを建設したが、そのほとんどが閉店、現在は北真岡地区に一店舗を残すのみである。2005年夏に日本コロムビア（子会社）の工場跡地にイオンスーパーセンター真岡店がオープンした。
農業
耕地は水田が主である。作物としては米のほか、イチゴ、なす、メロンなど。真岡市が芳賀地区の中心となっているため「JAはが野」の本所や集荷施設なども存在している。JAはが野はイチゴだけで90億円以上を販売しており、主な栽培品種は、とちおとめ、スカイベリー、とちあいか（栃木i37号）である。施設園芸作物の生産は盛んである。2023年に「とちおとこ」という県産バナナが発売された。
- 金融
  - 真岡信用組合
- メディア
  - 真岡ケーブルテレビ

#### 工業団地
第一、第二、第三は国道408号沿線に、第四は国道294号沿線に、第五は北関東自動車道真岡ICに隣接して造成。
- 真岡第一工業団地（松山町）：面積174.5ha。1965年起工。本田技研工業、ユニプレス、鬼怒川ゴム工業、パナソニック住宅設備、仙波糖化工業、吉野工業所、京セラ、IJTT、神和アルミ、マーレジャパン、パイオラックスなどが立地。
- 真岡第二工業団地（鬼怒ヶ丘）：面積130.9ha。1967年起工。神戸製鋼所真岡製造所、プロテリアル、同和鉱業サーモエンジニアリング、大和製罐、日本デキシー、富士ファイバーグラス、栃木カネカなどが立地。
- 真岡第三工業団地：面積14.4ha。ファーストウッドが立地。
- 真岡第四工業団地：面積42.7ha。森六生産事業本部、カナエ、タカノフーズ、吉野工業所真岡工場などが立地。
- 真岡第五工業団地：面積91.2ha。神戸製鋼所真岡製造所、大和製罐などが立地。

#### 真岡市に本社を置く主な企業
- エーアイシーテック
- 仙波糖化工業
- 芳賀通運
- マルシンフーズ
- 真岡鐵道

## 姉妹都市・提携都市
- 斗六市（中華民国 ）
- グレンドーラ（アメリカ合衆国 カリフォルニア州）
- ハーヴィー（オーストラリア連邦）

## 市のシンボル
- 市花：わた[11]
- 市木：けやき[11]
- 市鳥：ひばり[11]
- 市歌：真岡市民のうた、真岡音頭[11]
- もおかぴょん - ゆるキャラ[12]

## 地域

### 町名一覧

#### 真岡地区
- 荒町
- 荒町二-四丁目
- 大谷新町
- 大谷台町
- 大谷本町
- 上高間木
- 上高間木一-三丁目
- 亀山
- 亀山一-三丁目
- 鬼怒ケ丘
- 鬼怒ケ丘一丁目
- 熊倉一-三丁目
- 熊倉町
- 下高間木
- 下高間木一-二丁目
- 台町
- 高勢町一-三丁目
- 田町
- 寺久保一丁目
- 東光寺一-三丁目
- 中郷
- 並木町一-四丁目
- 西郷
- 西高間木
- 白布ケ丘
- 東郷

#### 大内地区
- 赤羽
- 飯貝
- 上大田和
- 上鷺谷
- 京泉
- 清水
- 下大田和
- 下籠谷
- 下鷺谷
- 田島
- 原町
- 堀内

#### 山前地区
- 青谷
- 君島
- 小林
- 道祖土
- 島
- 須釜
- 鶴田
- 西田井
- 西沼
- 根本
- 八條
- 東大島
- 東沼
- 南高岡

#### 中村地区
- 伊勢崎
- 大沼
- 加倉
- 粕田
- 勝瓜
- 上大沼
- 茅堤
- 小橋
- 下大沼
- 寺内
- 寺分
- 中
- 長田
- 長田一丁目
- 松山町
- 八木岡
- 柳林
- 若旅

#### 久下田地区
- 阿部品
- 石島
- 大根田
- 久下田
- 久下田西一-七丁目
- 境
- さくら一-四丁目
- 下大曽
- 長島
- 程島

#### 長沼地区
- 青田
- 砂ケ原
- 上江連
- 上大曽
- 上谷貝
- 古山
- 大道泉
- 長沼
- 西大島
- 堀込
- 谷貝新田
- 鷲巣

#### 物部地区
- 阿部岡
- 大和田
- 沖
- 桑ノ川
- 鹿
- 反町
- 高田
- 根小屋
- 水戸部
- 三谷
- 物井
- 横田

### 教育

#### 高等学校
- 栃木県立真岡高等学校
- 栃木県立真岡女子高等学校
- 栃木県立真岡工業高等学校
- 栃木県立真岡北陵高等学校

#### 中学校
- 真岡市立真岡中学校
- 真岡市立真岡東中学校
- 真岡市立真岡西中学校
- 真岡市立大内中学校
- 真岡市立山前中学校

- 真岡市立中村中学校
- 真岡市立久下田中学校
- 真岡市立長沼中学校
- 真岡市立物部中学校

#### 小学校
- 真岡市立真岡小学校
- 真岡市立真岡西小学校
- 真岡市立真岡東小学校
- 真岡市立亀山小学校
- 真岡市立大内中央小学校

- 真岡市立大内西小学校
- 真岡市立大内東小学校
- 真岡市立山前小学校
- 真岡市立西田井小学校
- 真岡市立中村小学校

- 真岡市立長田小学校
- 真岡市立久下田小学校
- 真岡市立長沼小学校
- 真岡市立物部小学校

#### 学校教育以外の施設
- 認定職業訓練施設
  - 真岡コンピュータ・カレッジ（職業訓練法人真岡情報処理学園：2011年3月閉校）
  - 真岡共同高等産業技術学校（職業訓練法人真岡共同高等産業技術学校運営会）

- 美術館
  - 真岡市まちかど美術館

- 図書館
  - 真岡市立図書館
  - 真岡市立二宮図書館

- その他
  - 自然教育センター
  - 科学教育センター
  - ピタゴラス・ブラジル真岡校（ブラジル人学校）2009年12月閉校

### 郵便
郵便番号は以下が該当する。2集配局が集配を担当する。
- 真岡郵便局：「321-43xx」「321-44xx」[注釈 2]
- 久下田郵便局：「321-45xx」

#### 郵便局
- 真岡郵便局（07012）
- 久下田郵便局（07022）
- 物部郵便局（07124）
- 長沼郵便局（07133）
- 芳賀山前郵便局（07139）

- 飯貝郵便局（07147）
- 真岡中村郵便局（07158）
- 真岡荒町郵便局（07237）
- 真岡西田井郵便局（07274）
- 真岡大谷台簡易郵便局（07734）

### 電話番号
一部地域（後述）を除く市内全域が真岡MAの管轄となり、市外局番は「0285」。収容局は以下の3ビルが該当し、市内局番は以下の通り。
- 真岡局：80-85
- 栃木二宮局：73,74
- 物部局：75

下記地域は真岡市外の収容局が管轄となる。
- 益子局（真岡MA）：青谷の一部地域が該当。

## 交通

### 鉄道

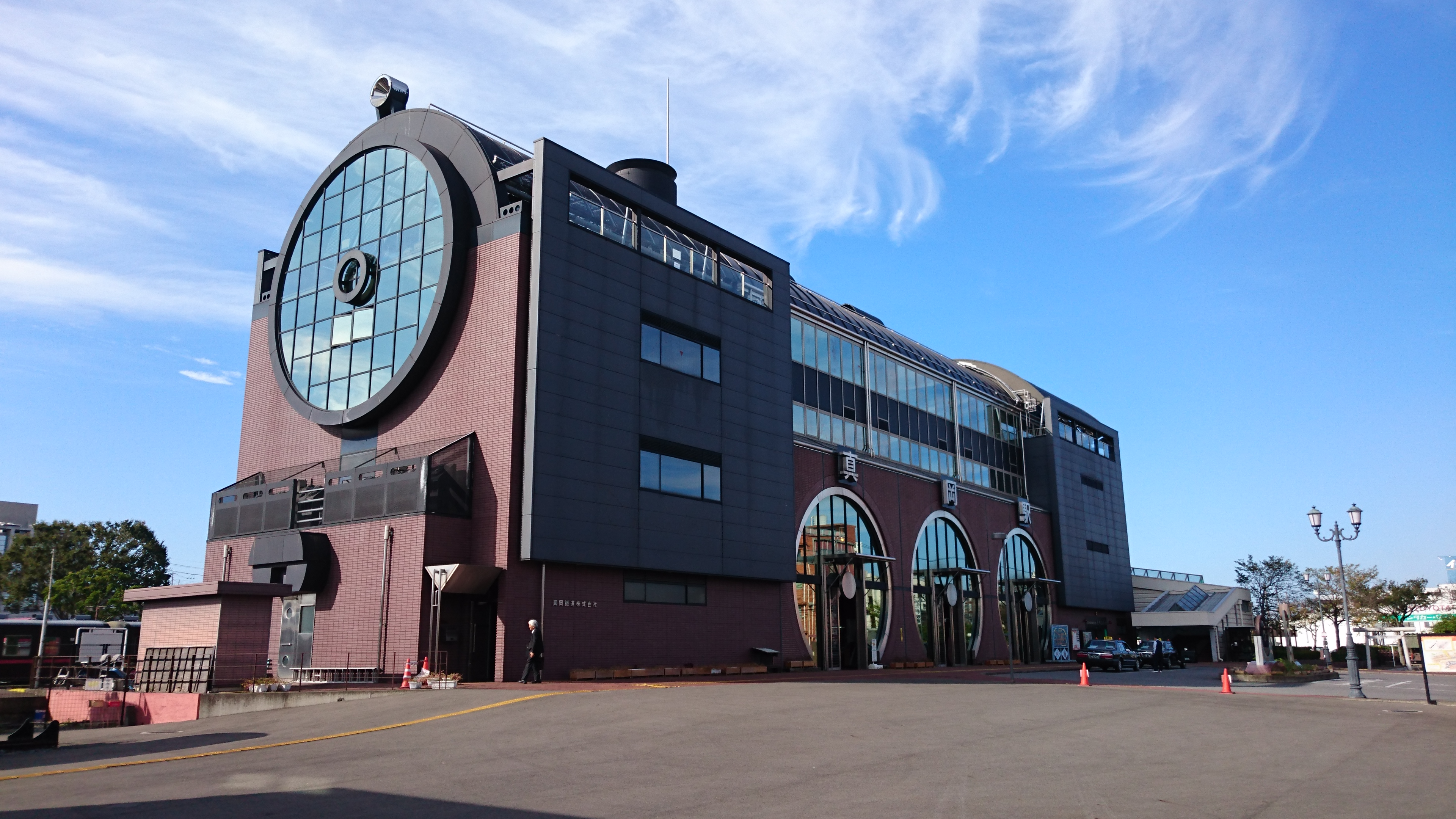
真岡駅

- 真岡鐵道
旧・JR真岡線を承継した第三セクター。土日・祝日を中心に臨時列車として「SLもおか」が運転されている。
■真岡線 : 久下田駅 - 寺内駅 - 真岡駅 - 北真岡駅 - 西田井駅 - 北山駅
中心となる駅：真岡駅
  - 下館駅（茨城県筑西市）から延びる盲腸線であり、沿線住民が鉄道を使用して真岡線以外の駅へ行くには、必ず下館駅での乗換えを伴う。県庁所在地の宇都宮市に直結していないほか、国鉄時代は直通列車が運行されていた小山市に対しても乗り換えを伴うなど、県内他地域への移動に便利とはいえず、利用者数は漸減傾向である。

その他に真岡市内からバスや車を利用して片道30分程度でJR線が発着する宇都宮駅や石橋駅へ行く事が可能である。

### バス

#### 路線バス
一般路線の運行は関東自動車が担当。
- 宇都宮東武行き
  - 石法寺経由
県道61号 - 国道408号 - 国道123号
真岡営業所 - 真岡市役所前 - 石法寺 - 鐺山（こてやま） - JR宇都宮駅 - 宇都宮東武 - 西原車庫
  - 水橋経由
県道61号 - 県道156号 - 国道123号
真岡営業所 - 真岡市役所前 - 真岡駅 - 北真岡駅 - 橋場 - 鐺山 - JR宇都宮駅 - 宇都宮東武

- JR石橋駅行き
県道47号 - 国道352号
真岡車庫 - （真岡駅前） - 上大沼 - 上三川車庫 - 下蒲生 - 石橋駅
※真岡駅前は、石橋駅行きのみ停車

- 真岡市コミュニティバス（いちごバス） - 2019年運行開始。

#### 高速バス
かつては真岡発着の高速バスがあったが、2006年ごろに相次いで廃止されている。
- 茂木・益子・真岡・上三川IC入口 - 東京駅（八重洲通り）・浜松町バスターミナル
東野交通の単独運行だった。
- 真岡 - 下館駅 - 小山駅 - 栃木駅 - 京都駅 - 大阪・USJ
夜行高速バス「とちの木号」の一路線。関東自動車と近鉄バスの共同運行だった。

2009年9月17日から北関東自動車道経由で水戸駅 - 宇都宮駅を結ぶ北関東ライナーが運行されているが、現時点では真岡市内は通過となっている。
2015年9月11日からは鹿沼・宇都宮からのマロニエ号成田空港線が真岡市内に停車する。

### 道路
- 高速道路
  - 北関東自動車道
    - 真岡IC（鬼怒テクノ通りに接続）
- 一般国道
  - 国道121号
  - 国道294号
    - 294号バイパス（真岡バイパス）

  - 国道408号

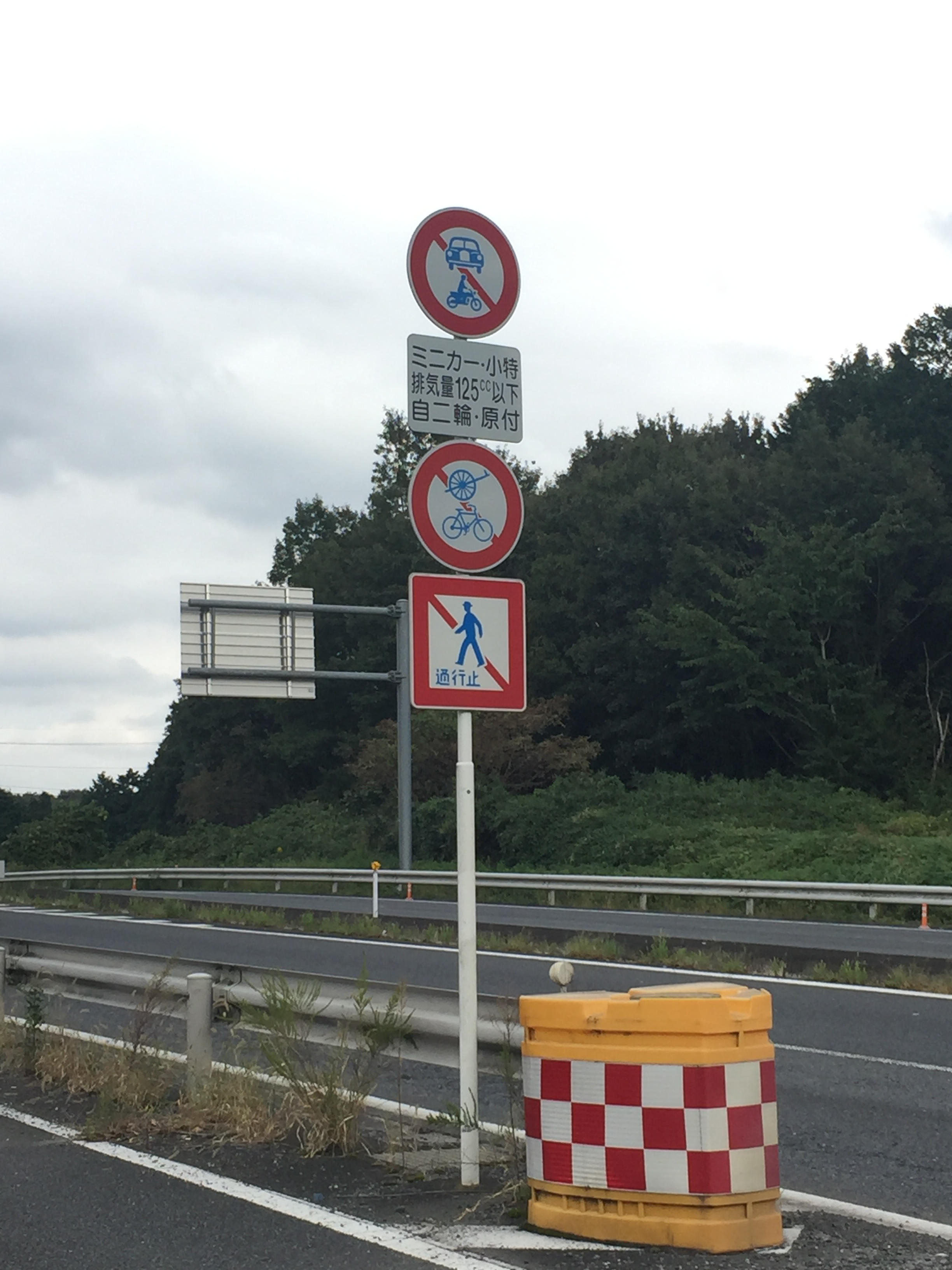
真岡I.C南交差点付近の国道408号真岡バイパス入口
一般国道ではあるが、歩行者、自転車、小型自動二輪車、原動機付自転車などは通行が禁止されており、事実上の高速道路である。

    - 鬼怒テクノ通り（真岡バイパス、真岡北バイパス）
- 主要地方道
  - 栃木県道44号栃木二宮線
  - 栃木県道45号つくば真岡線
  - 栃木県道46号宇都宮真岡線
  - 栃木県道47号真岡上三川線
  - 栃木県道61号真岡那須烏山線
- 一般県道
  - 栃木県道106号久下田停車場線
  - 栃木県道119号真岡岩瀬線
  - 栃木県道134号西田井停車場線
  - 栃木県道140号真岡停車場線
  - 栃木県道156号石末真岡線
  - 栃木県道163号黒田市塙真岡線
  - 栃木県道166号西田井二宮線
  - 栃木県道187号物井寺内線
  - 栃木県道193号雀宮真岡線
  - 栃木県道204号結城二宮線
  - 栃木県道207号高田筑西線
  - 栃木県道216号岩瀬二宮線
  - 栃木県道257号西小塙真岡線
  - 栃木県道276号井頭公園線
  - 栃木県道310号下野二宮線
  - 栃木県道316号真岡筑西線
  - 栃木県道320号二宮宇都宮線
- 自転車道
  - 栃木県道289号二宮宇都宮自転車道線
- 道の駅
  - 道の駅にのみや

## 名所・旧跡・観光スポット・祭事・催事
- 真岡の夏祭り
- 大前神社（日本一の恵比寿像）
  - 夏越祭（7月31日）　例大祭（11月9・10日）
- 井頭公園
  - 県が管理する大規模都市公園、夏は一万人プールがにぎわう。隣接地に真岡井頭温泉がある。
- 中村八幡神社
  - 流鏑馬
- 真岡観光リス村（2020年10月31日閉園）
- 中村城 (下野国)：県史跡
- 久保記念観光文化交流館（さだじろう記念館）
- 真岡市久保講堂：国登録有形文化財（栃木県第1号）[13]
- 岡部記念館「金鈴荘」
- さむらい刀剣博物館
- SLキューロク館
  - 真岡鐵道 真岡駅に併設されたSLミュージアム。
- みらいん (Meline) 
  - 神戸製鋼所子会社・コベルコパワー真岡の真岡発電所の見学施設。2020年9月1日開館[14]。
- 古山地蔵尊（道路の真ん中にある地蔵）[15]
- ナガレコウホネ - 市内に2か所の群生地がある[16]。

## 出身有名人
- 小田茜（女優：上三川町の小中学校に通学）
- 上原チョー（ピン芸人、政治家〈真岡市議会議員〉）
- ジャイアント白田（フードファイター）
- 弘山勉（陸上競技中・長距離走・マラソン元選手、現指導者・筑波大学陸上部駅伝監督、五輪3大会連続陸上日本代表・弘山晴美の夫）
- 上野優作（元プロサッカー選手、サッカー指導者）
- ピストン堀口（プロボクサー）
- 桐生麻耶（OSK日本歌劇団トップスター）
- 勝道（日光開山の祖）
- 星野貴紀（声優）
- 野州山孝市（力士）
- 橋本和芳（アナウンサー）
- 柏崎桃子（お笑い芸人）
- 上野比呂企（アナウンサー）
- 水沼尚輝（競泳選手）
- 関俊彦（声優）
- 石田隼都（プロ野球選手）
- 皆藤愛子（真岡市生まれ、千葉県四街道市育ち。フリーアナウンサー、タレント。）